# 青森東バイパス

青森東バイパス（あおもりひがしバイパス）は、浅虫バイパスに続き、青森市栄町に至る国道4号のバイパス道路である。かつての国道であった青森県道259号久栗坂造道線などに代わる道路として改良・建設工事が行われた道路である。善知鳥トンネル、久栗坂トンネルを含む。

## 概要
- 起点：青森県青森市浅虫字山下
- 終点：青森県青森市栄町
- 全長：11.4km
- 車線数
  - 浅虫－宮田交差点[2]間：2
  - 宮田交差点－造道[3]間:4
  - 造道－栄町[4]：6
- 開通：沿革のとおり

## 沿革
- 1965～1970年度（昭和40～45年度） - 調査
- 1971年度（昭和46年度） - 事業開始
- 1972年度（昭和47年度） - 工事着手
- 1973年（昭和48年）12月 - 造道－栄町間1.1km供用(6車線）。[5]
- 1974年（昭和49年）12月 - 馬屋尻－造道間4.06kmが2車線で供用開始。
- 1977年度（昭和52年度） - 浅虫－馬屋尻間6.12kmが2車線で供用開始。
- 1980年（昭和55年）4月9日 - 善知鳥トンネル供用開始。[6]
- 1982年度（昭和57年度） - みちのく有料道路入口交差点[7]－造道間暫定4車線供用開始。
- 1983年度（昭和58年度） - 同区間完成。
- 2001年(平成13年)8月1日 - 宮田交差点－みちのく有料道路入口交差点間4車線化。[8]

### 分岐する道路
- 青森県道259号久栗坂造道線 - 旧道
- 青森県道44号青森環状野内線
- 青森県道123号清水川滝沢野内線
- 国道7号青森環状道路